# Водопоевская
Водопоевская — деревня в Шенкурском районе Архангельской области. Входит в состав муниципального образования «Никольское».

## География
Деревня расположена в южной части Архангельской области, в таёжной зоне, в пределах северной части Русской равнины, в 9 километрах на запад от города Шенкурска, на левом берегу реки Вага, при впадении в неё притока Марека. Ближайшие населённые пункты: на западе деревня Шульгинская, на востоке деревня Гребневская и село Спасское.
Часовой пояс
Водопоевская, как и вся Архангельская область, находится в часовой зоне МСК (московское время). Смещение применяемого времени относительно UTC составляет +3:00.

## Население
| 2002 | 2010 | 2012 |
| ---- | ---- | ---- |
| 25   | ↘10  | ↘8   |

## История
В «Списке населенных мест Архангельской губернии к 1905 году» деревня Водопоевская(Шишениха) насчитывает 9 дворов, 29 мужчин и 26 женщин.  В административном отношении деревня входила в состав Федоровского сельского общества Великониколаевской волости.
На 1 мая 1922 года в поселении 11 дворов, 23 мужчины и 21 женщина.